# أوليغ زيكوف
أوليغ زيكوف (بالروسية: Зыков, Олег Алексеевич)‏ هو لاعب كرة قدم ومدرب كرة قدم روسي في مركز الهجوم، ولد في 17 أغسطس 1970 في كيروف في روسيا. لعب مع كريليا سوفيتوف سامارا.